# Аугусто Монтеросо
Аугусто Монтеросо Бониля (на испански: Augusto Monterroso Bonilla), Тито за своите приятели, е гватемалски писател, известен като „баща на микроразказа“.
След своя относително късен дебют през 1959 г. публикува всичките си творби в град Мексико, където живее и работи от 1944 г. и където умира. За него Карлос Фуентес казва, че е сред „най-чистите, умни, ефирни и усмихнати“ испаноезични автори, Роберто Боланьо го включва сред препоръчителните четива за всеки, а в „Американски лекции“ Итало Калвино твърди, че разказът му „Динозавърът“ (който се състои от едва 7 думи: „Когато се събуди, динозавърът бе още там)“ е ненадминат в жанра на миниатюрата.

## Биография
Аугусто Монтеросо се ражда в Хондурас в семейството на Амелия Бониля, хондураска, и Висенте Монтеросо, гватемалец. Отраства в родината на баща си и я напуска на 22-годишна възраст по политически причини. На въпроса за своята национална принадлежност обикновено отговаря, че се чувства като централноамерикански писател.
От съвсем млад се самообразова и участва активно в културния живот: през 1937 г. например основава Асоциацията на младите гватемалски артисти и писатели (останала в историята като Поколението от 40-те). През 1941 г. първите му разкази излизат в сп. „Acento“ и във в. „El Imparcial“.
Вече като политемигрант в Мексико започва активна преподавателска, издателска и интелектуалска дейност в UNAM, Мексиканския национален автономен университет.
Първата си книга, иронично озаглавена „Събрани съчинения (и други разкази)“, публикува през 1959 г. – в нея именно е поместен „Динозавърът“.
През 1975 г. получава наградата „Хавиер Виляурутия“, по-късно следват титли хонорис кауза, ордени, международният приз за латиноамериканска литература „Хуан Рулфо“ и през 2000 г.— най-високото отличие за цялостно творчество на испански: „Принц на Астурия“.

## Творчество
- Obras completas (y otros cuentos), 1959 – „Събрани съчинения (и други разкази)“
- La oveja negra (y demás fábulas), 1969 – „Черната овца и още басни“
- Movimiento perpetuo, 1972 – „Перпетуум мобиле“
- Lo demás es silencio, 1978 – „Останалото е мълчание“ (единственият му роман)
- Viaje al centro de la fábula, 1982 – „Пътешествие до центъра на баснята“ (интервюта)
- La palabra mágica, 1983 – „Вълшебната дума“ (илюстрирана от самия Монтеросо)
- La letra e, 1987 – „Буквата е“ (автобиографична)
- Los buscadores de oro, 1992 – „Златотърсачите“ (автобиографична)
- Pájaros de Hispanoamérica, 2002 – „Птици от Латинска Америка“ (портрети на писатели)

През 1992 г. заедно със съпругата си Барбара Джейкъбс публикува прочутата „Антология на тъжния разказ“, в която включва Хуан Рулфо, Херман Мелвил, Уилям Фокнър и други.

## На български език
На български език са публикувани сборниците (в поредицата „Кратки разкази завинаги“):
- „Черната Овца и още басни“, превод Нева Мичева, ИК „Жанет-45“, 2010 (с илюстрации на Ина Бъчварова и предговор за българските читатели от съпругата на писателя)| „                | А на въпроса как читателят да подходи към историите от Черната овца, бих отговорила с отговора, който даваше Монтеросо: "Предпазливо, както към всяко малко нещо. Но без страх. Накрая ще стане ясно, че никоя басня не е вредна, освен ако в нея не се провижда поука. Виж това е лошо. Ако не беше лошо, светът щеше да се води по Езоповите басни, само дето в такъв случай щеше да изчезне всичко, което го прави интересен – богаташите например, расовите предразсъдъци, цветът на бельото, войната... | “ |
| Барбара Джейкъбс | |   |
- „Събрани съчинения (и други разкази)“, превод Нева Мичева, ИК „Жанет-45“, 2013 (с илюстрации на Люба Халева и предговор за българските читатели от испанския литературен критик Хуан Антонио Масоливер Роденас)